# 千条の滝
千条の滝（ちすじのたき）は神奈川県箱根町に位置する、幅20 m、高さ3 mの滝である。

## 特徴
20 mの幅を持つ滝面を複数に分かれて水が流れることからこの名称がついたとされる。この滝面は円礫岩によって形成されており、これらの円礫岩は土石流によって供給された。

## 歴史

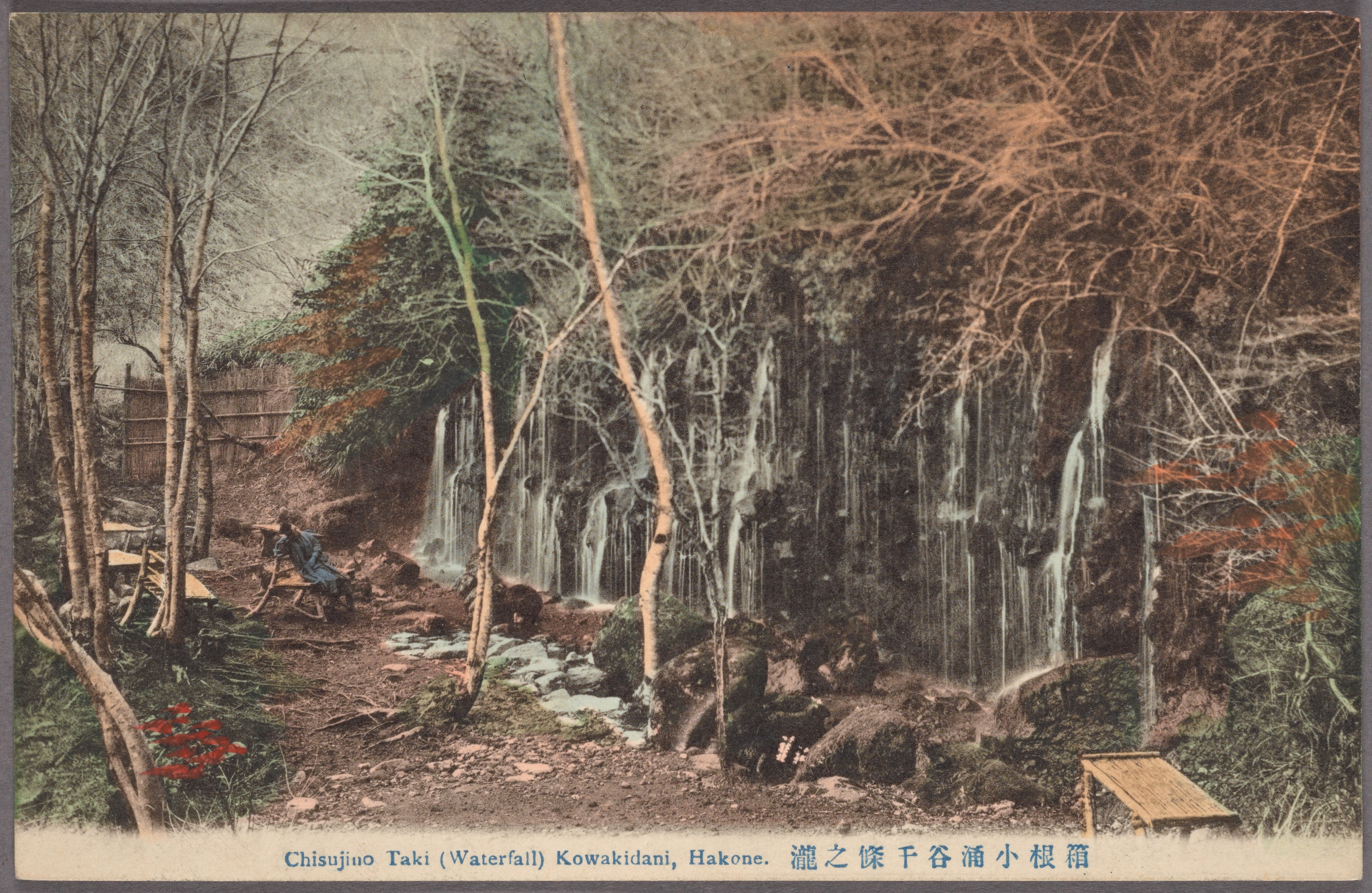
絵葉書「箱根小涌谷千條の瀧」

小涌谷は明治時代に至るまで「小地獄」と呼称されており、開発がなされていなかった。大正時代に三河屋旅館の創業者である榎本恭三によって、滝までアクセス可能な道が建設された:32。建設後は茶店が設置された。

## ギャラリー

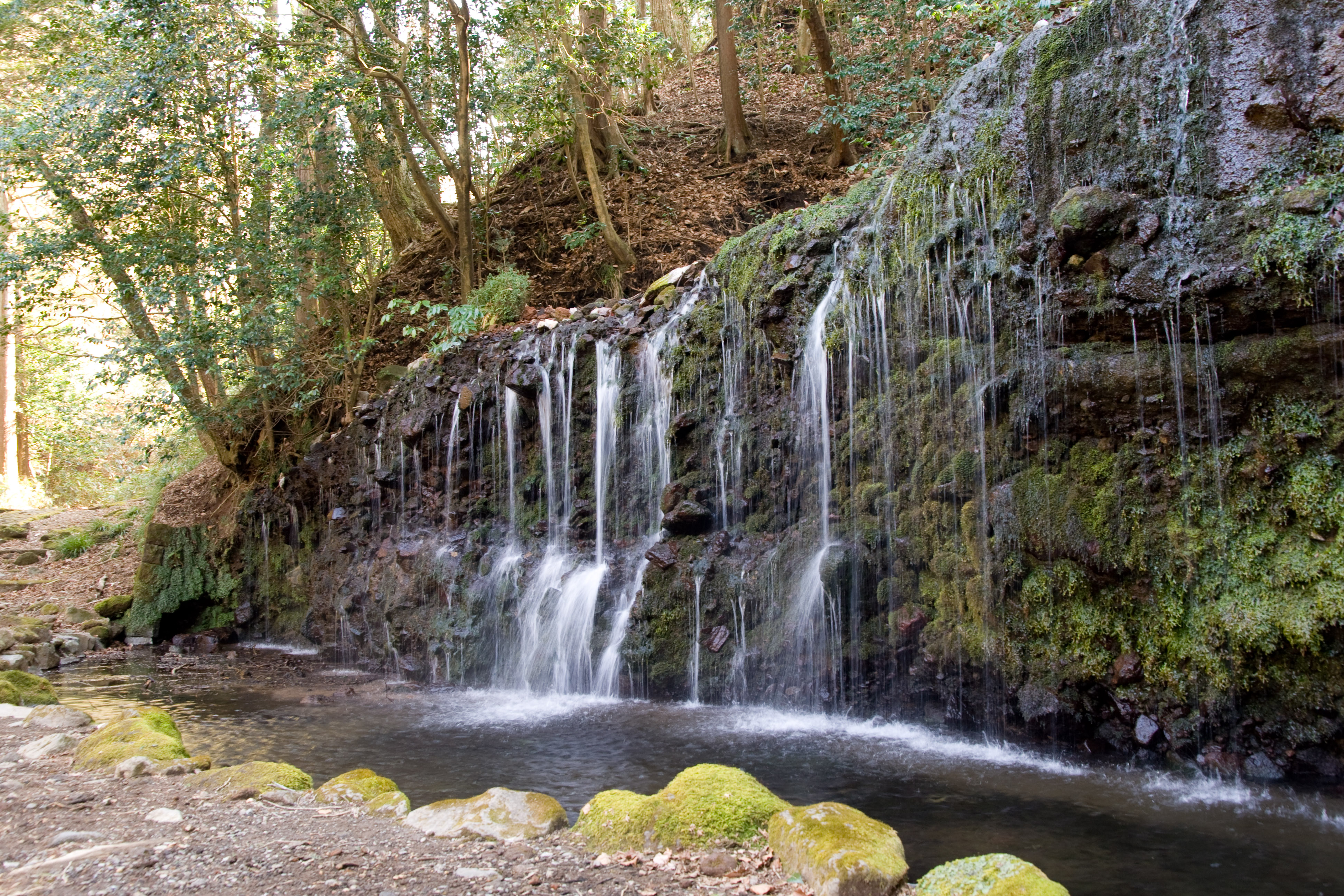
2013年2月撮影。
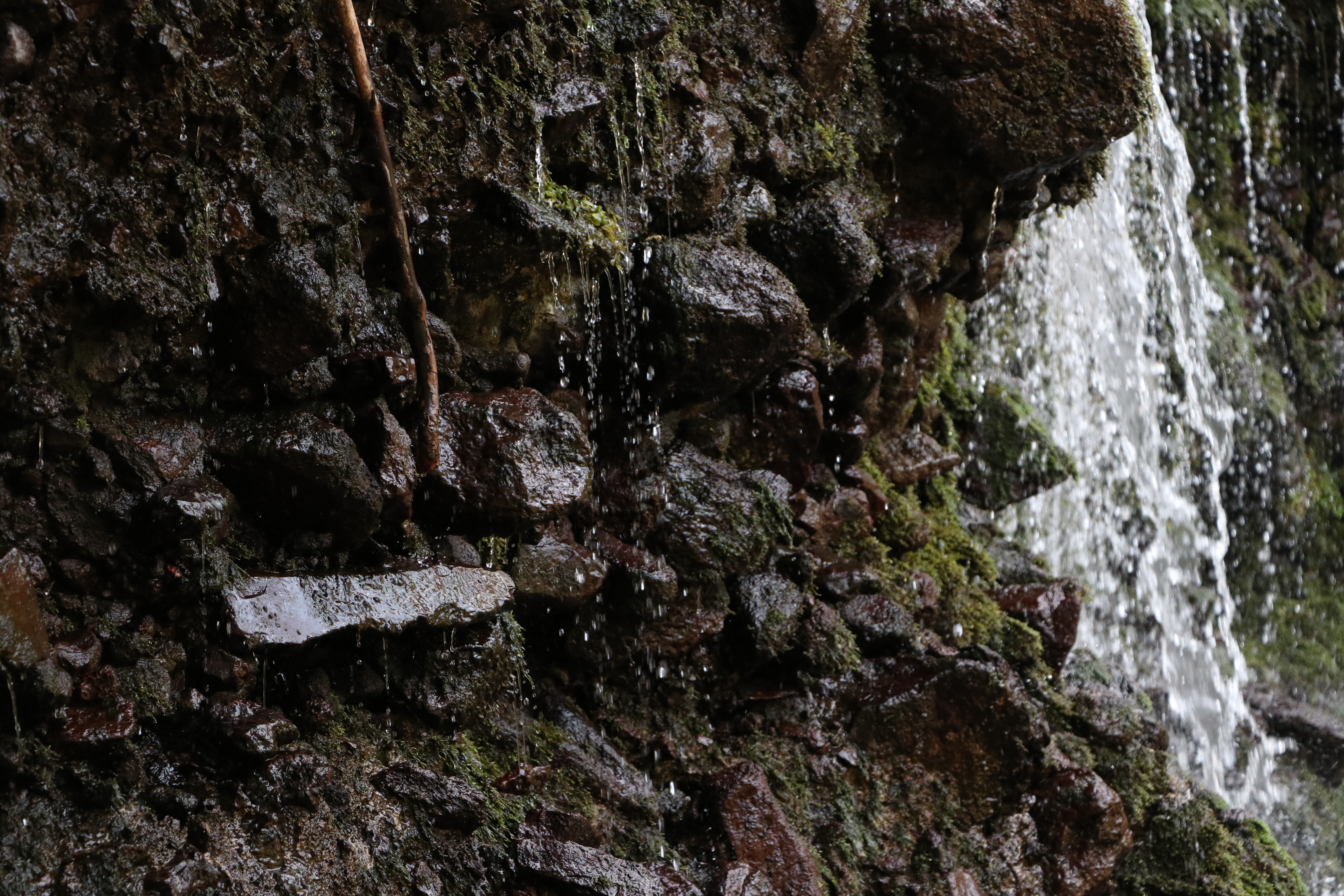
2015年5月撮影の映像。
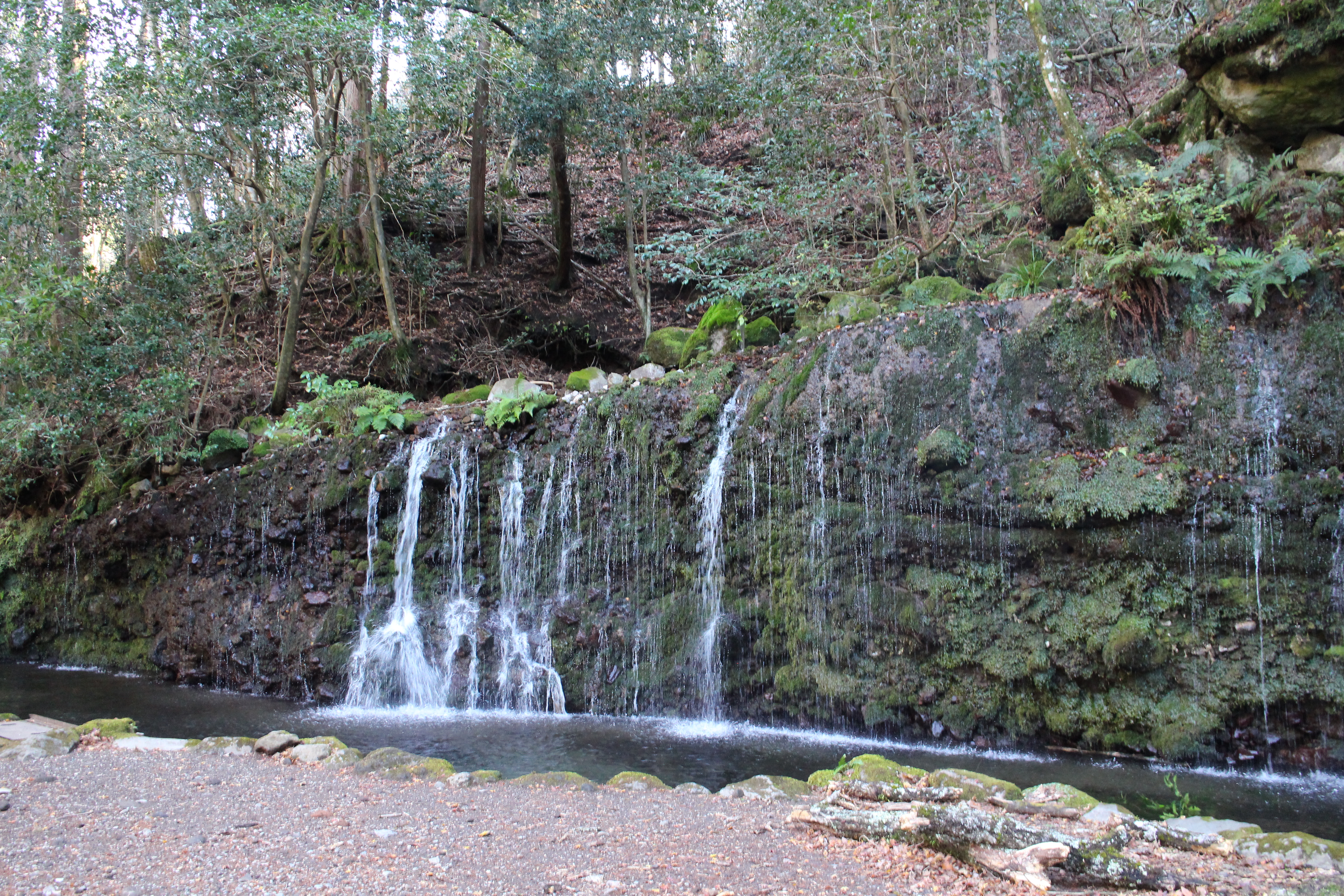
2021年4月撮影の映像。
- 2021年4月撮影。円礫岩にフォーカス。
- 2021年12月撮影。